# العلاقات الأفغانية السنغافورية
العلاقات الأفغانية السنغافورية هي العلاقات الثنائية التي تجمع بين أفغانستان وسنغافورة.

## مقارنة بين البلدين
هذه مقارنة عامة ومرجعية للدولتين:
| وجه المقارنة                                              | أفغانستان                    | سنغافورة                                                             |
| --------------------------------------------------------- | ---------------------------- | -------------------------------------------------------------------- |
| المساحة (كم2)                                             | 652.23 ألف                   | 719                                                                  |
| عدد السكان (نسمة)                                         | 34.94 مليون                  | 5.89 مليون                                                           |
| الكثافة السكانية (ن./كم²)                                 | 53.57                        | 819.19 ألف                                                           |
| العاصمة                                                   | كابل                         | سنغافورة                                                             |
| اللغة الرسمية                                             | اللغة البشتوية، اللغة الدرية | لغة إنجليزية، اللغة الملايو، اللغة الصينية القياسية، اللغة التاميلية |
| العملة                                                    | أفغاني                       | دولار سنغافوري                                                       |
| الناتج المحلي الإجمالي (بليون دولار)                      | 20.82 مليار                  | 323.91 مليار                                                         |
| الناتج المحلي الإجمالي (تعادل القوة الشرائية) بليون دولار | 62.62 مليار                  | 472.59 مليار                                                         |
| الناتج المحلي الإجمالي الاسمي للفرد دولار أمريكي          | 594                          | 52.89 ألف                                                            |
| الناتج المحلي الإجمالي للفرد دولار أمريكي                 | 1.93 ألف                     | 82.76 ألف                                                            |
| مؤشر التنمية البشرية                                      | 0.479                        | 0.925                                                                |
| رمز المكالمات الدولي                                      | +93                          | +65                                                                  |
| رمز الإنترنت                                              | .af                          | .sg                                                                  |
| المنطقة الزمنية                                           | ت ع م+04:30                  | ت ع م+08:00، توقيت سنغافورة المنسق ‏                                  |

## منظمات دولية مشتركة
يشترك البلدان في عضوية مجموعة من المنظمات الدولية، منها:
| علم المنظمة | اسم المنظمة                               | تاريخ انضمام أفغانستان | تاريخ انضمام سنغافورة |
| ----------- | ----------------------------------------- | ---------------------- | --------------------- |
|             | وكالة ضمان الاستثمار متعدد الأطراف        | 16 يونيو 2003          | 24 فبراير 1998        |
|             | منظمة الشرطة الجنائية الدولية             | ?                      | ?                     |
|             | منظمة حظر الأسلحة الكيميائية              | ?                      | ?                     |
|             | الأمم المتحدة                             | 19 نوفمبر 1946         | 21 سبتمبر 1965        |
|             | مؤسسة التمويل الدولية                     | 23 سبتمبر 1957         | 4 سبتمبر 1968         |
|             | يونسكو                                    | 4 مايو 1948            | 8 أكتوبر 2007         |
|             | مؤسسة التنمية الدولية                     | 2 فبراير 1961          | 27 سبتمبر 2002        |
|             | بنك التنمية الآسيوي                       | 1966                   | 1966                  |
|             | البنك الدولي للإنشاء والتعمير             | 14 يوليو 1995          | 3 أغسطس 1966          |
|             | المركز الدولي لتسوية المنازعات الاستشارية | 25 يوليو 1968          | 13 نوفمبر 1968        |
|             | الاتحاد البريدي العالمي                   | ?                      | ?                     |
|             | الاتحاد الدولي للاتصالات                  | 12 أبريل 1928          | 22 أكتوبر 1965        |

## وصلات خارجية
- موقع وزارة الخارجية الأفغانية
- موقع وزارة الخارجية السنغافورية